# Лондон, Джек Родни
Джек Ро́дни Ло́ндон (англ. Jack Rodney Laundon, 28 июля 1934 — 31 декабря 2016) — английский лихенолог и ботаник.

## Биография
Родился в городе Кеттеринг в центральной части Англии. Старший брат Джеффри Фрэнка Лондона (1938—1984), специалиста по ржавчинным грибам. В 1950 году с отличием окончил Кеттерингскую центральную школу, однако не смог поступить в университет. Проработав некоторое время почтальоном, осенью 1952 года Лондон был принят на работу в Британский музей. Работал научным ассистентом в микологической секции музея, где занимался изучением давних забытых образцов лишайников. В 1953 году, однако, Лондон был переведён в общий гербарий музея и назначен куратором коллекции цветковых растений других государств.
Первую статью о лишайниках опубликовал в 1954 году. В 1961 году снова перешёл в микологическое отделение Британского музея, стал заниматься изучением влияния выбросов диоксида серы на состав флоры лишайников Великобритании.
Член-основатель Британского общества лишайников с 1958 года, с 1963 года — редактор его Бюллетени. В 1964 году стал секретарём Общества, в 1984 году избран его президентом.
Основным направлением исследований Лондона в области флористики лишайников стали стерильные лишайники — виды родов Chrysothrix, Lepraria, Leproloma и другие.
В 1990 году вследствие реструктуризации Британского музея Лондон был уволен.
Скончался 31 декабря 2016 года от лейкемии.

## Некоторые научные публикации
- Exell A. W., Laundon J. R. New and noteworthy species of Drosera from Africa and Madagascar // Boletim da Sociedade Broteriana. — 1956. — Vol. 30. — P. 213—220.
- Laundon J. R. Notes on Geranium in Africa and Arabia // Boletim da Sociedade Broteriana. — 1961. — Vol. 35. — P. 59—73.
- Laundon J. R. The typification of Withering's neglected lichens // The Lichenologist. — 1984. — Vol. 16. — P. 211—239.

## Роды и виды лишайников, названные именем Джека Р. Лондона
- Laundonia S.Y.Kondr. et al., 2017
- Lepraria jackii Tønsberg, 1992